# La Méthode Claire

La Méthode Claire  est une minisérie française réalisé par Vincent Monnet et diffusée les 16 octobre 2012 et 05 mars 2014 sur M6.

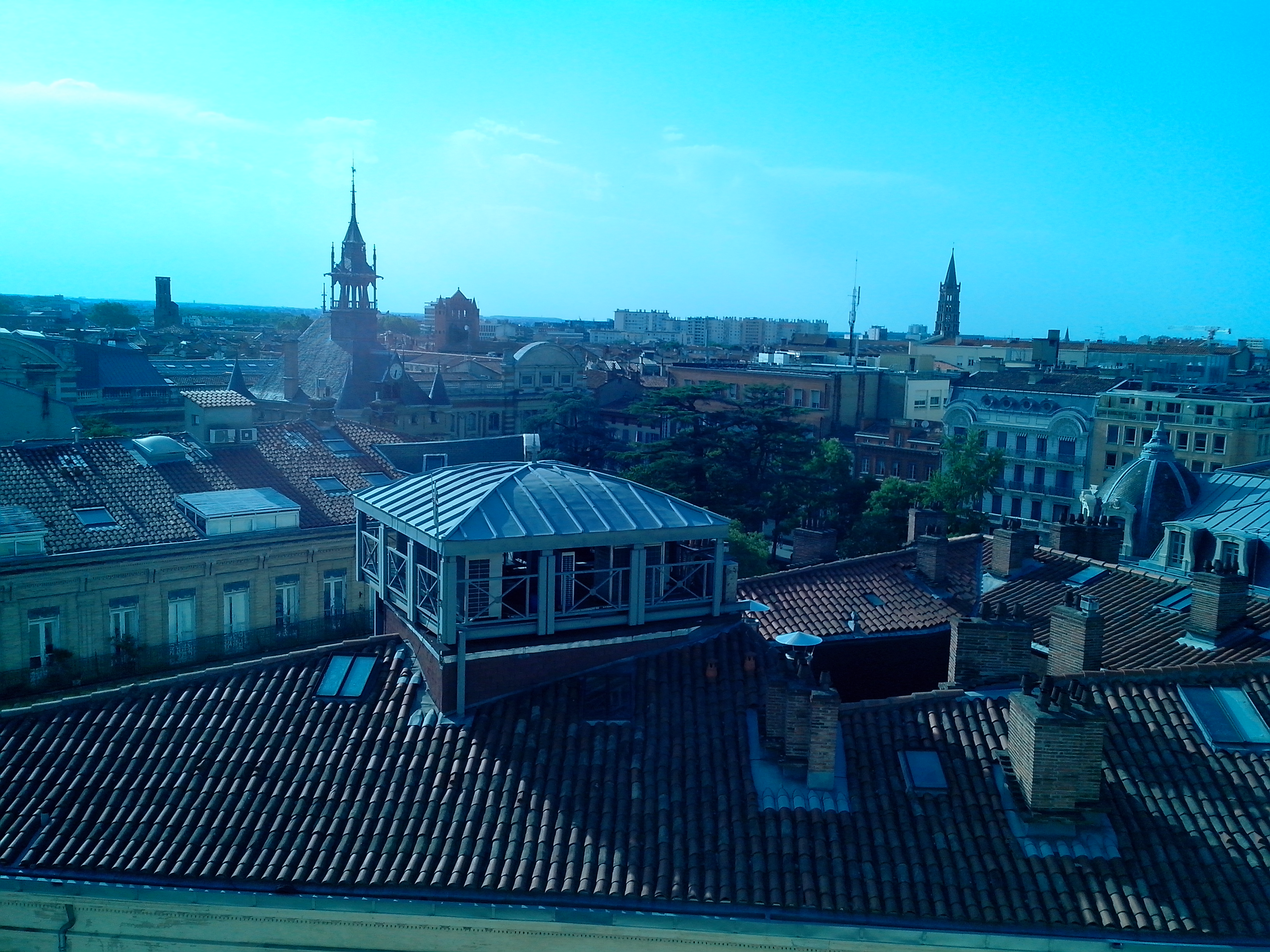
Vue de la ville de Toulouse

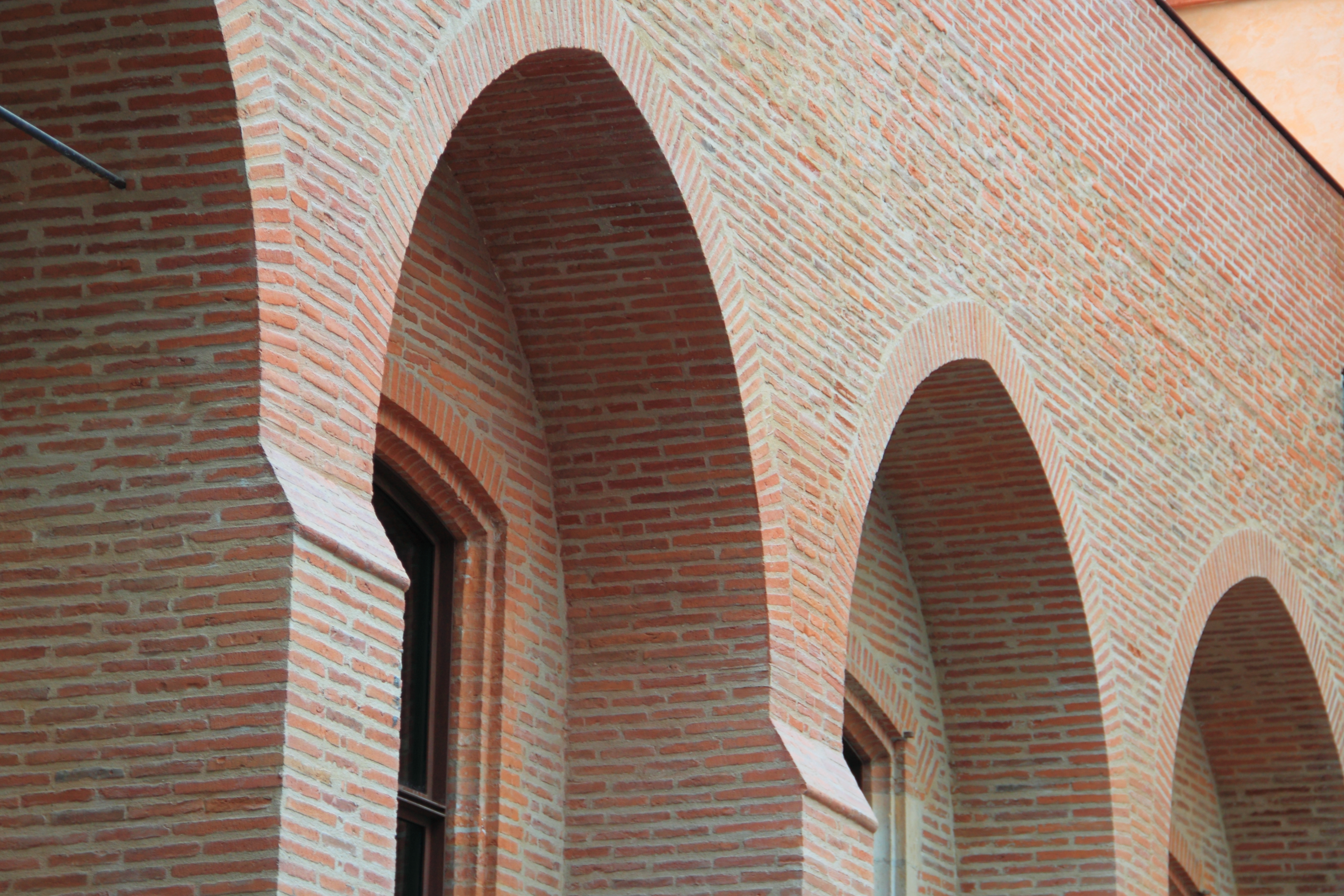
Le Palais de justice de Toulouse

## Synopsis
À 45 ans, son diplôme d'avocate en poche, Claire Robin (Michèle Laroque) range définitivement son ancienne vie de fleuriste derrière elle. Confrontée aux préjugés d'une corporation élitiste, Claire est attendue au tournant.
Son créneau ? La justice du quotidien, celle qui aide vraiment les gens. Sa première affaire ? Elle n'est pas de petite taille. Elle va devoir sortir une famille de la spirale du surendettement, désespérée face à la venue des huissiers de justice. Mais est-ce que cela va arrêter Claire pour autant ? Bien sûr que non ! Sa méthode ? Du talent, de l'improvisation et... beaucoup de culot.

## Fiche technique
- Réalisation : Vincent Monnet
- Scénario : Alain Patetta, Isabelle Le Monnier, Daive Cohen et Philippe Lyon
- Producteur : Jean-Benoît Gillig
- Producteur : Léonis Productions
- Pays :  France
- Durée : 95 minutes à 104 minutes
- Date de diffusion : 24 juillet 2012 et 5 mars 2014
- Lieu : Ville de Toulouse

## Distribution
- Michèle Laroque : Claire Robin
- Vladimir Perrin : Florian
- Christelle Chollet : Sophie
- Jean-Noël Brouté : Richard
- Jean-Luc Borras : Jeannot Pujol
- Loïc Houdré : Martin Cérac

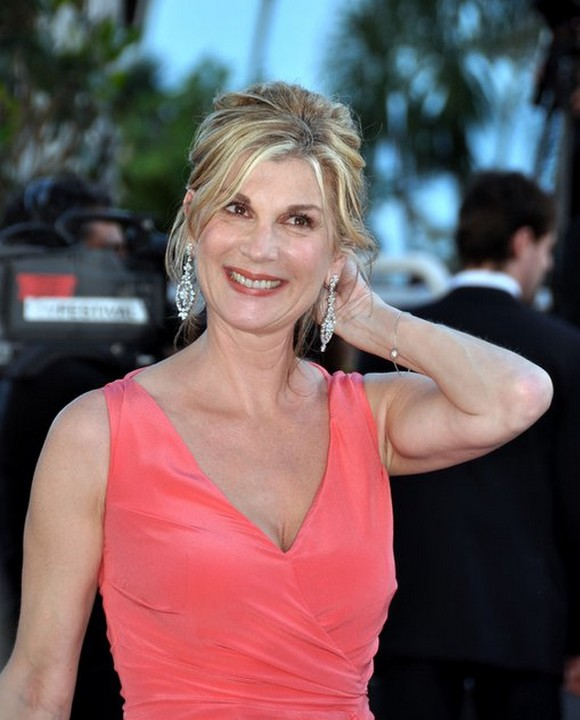
Michèle Laroque

- Delphine Grandsart : Véronique Cérac
- Jimmy Pagneux : Greffier général (www.jimmypagneux.book.fr)
- Marie Puil : Vanessa Cérac
- Michel Bompoil : Paul Cassini
- Clémence Thioly : Audrey Cassini
- Marie-Hélène Lentini : Juge aux Affaires Familiales

## Épisodes

### Épisode 1:Pilote
Première diffusion :  France : 16 octobre 2012 sur M6
Pour sa première enquête Claire Robin est mandatée par la fille d'un couple surendetté, la famille Cérac. Maître Robin invente la méthode Claire pour défendre ses clients. Elle se voit confier en même temps une deuxième affaire, le fiancé de sa sœur Sophie est arrêté pour avoir couru nu dans le stade un drapeau français à la main. Son fils, Florian, lui aussi fait des bêtises pour sortir sa mère des quelques factures impayées, en volant des huîtres chez son père et en les vendant sur le marché. Claire gagne le début du procès pour la famille Cérac contre Audrey Cassini, la fille du grand avocat Paul Cassini, mais Paul Cassini qui la considère comme une vendeuse de fleurs ne s'arrête pas là et veut lui faire quitter sa robe.

### Épisode 2:En père et contre tout
Première diffusion :  France : 5 mars 2014 sur M6
Claire Robin est engagée par Jeannot pour le divorce avec sa femme Marion. Marion et Jeannot sont deux amis de Claire et elle ne veut donc pas faire de différence mais quand Marion lui apprend qu'elle veut partir avec le fils de Jeannot, elle défend Jeannot et la garde de son fils. Maître Cassini envoie Claire devant le Conseil de l'Ordre. Va-t-elle quitter sa robe ? Claire se réconcilie avec son ex-mari.